# Тюлень (підводний човен)

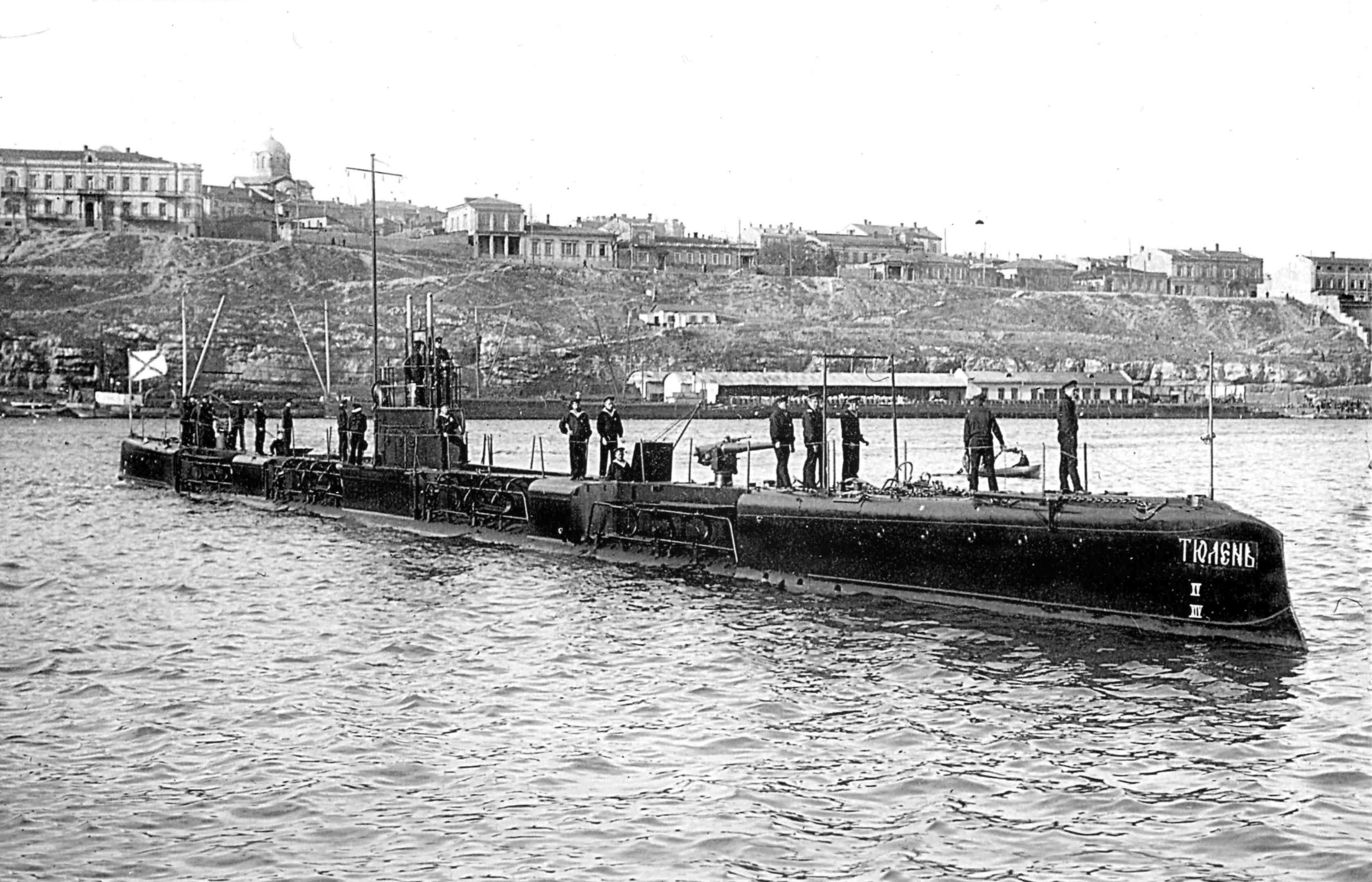
Тюлень в Севастополі в 1915 році

Підводний човен «Тюлень» — відноситься до підводних човнів типу «Нерпа». Будівництво підводного човна «Тюлень» розпочато в червні 1911 року, а закінчено 26 лютого 1915 року.

## Тактико-технічна характеристика
Водотоннажність (надводна / підводна): 630/790 т.
Розміри: довжина — 68,43 м, ширина — 4,48 м, осадка — 3,9 м.
Швидкість ходу (надводна / підводна): 12 / 10,0 вузлів.
Глибина занурення: до 50 м.
Дальність плавання: над водою 2400 миль, під водою 160 миль.
Силова установка: дизеля 2x250 к.с., електромотори 2x700 к.с.
Озброєння: 2 носових + 2 кормових 457-мм торпедних апарати, 8 457-мм апаратів Джевецкого, 1 75-мм гармата, 1 57-мм гармата.
Екіпаж: 47 чол.

## Історія підводного човна
Підводний човен «Тюлень» був закладений 25.06.1911 р. відділенням Балтійського заводу в Миколаєві та 11.10.1911 р. зарахований в списки кораблів Чорноморського Флоту, спущений на воду 19.10.1913 р., став у стрій 26.02.1915 р.
Підводний човен брав участь у 1-й світовій війні: пошукові дії на комунікаціях противника біля берегів Туреччини і Болгарії, виробництво розвідки гаваней, наведення і прикриття головних сил флоту. Знищив 5 пароплавів і 25 вітрильників, у тому числі в травні 1915 року барк «Tahiv» і 26.10.1916 р. каботажний пароплав «Tursen», захопив як трофеї 3 судна.
28.09.1916 р. після наполегливого артилерійського бою захопив турецький озброєний пароплав «Rodosto» (6400 тонн) і по призовому праву привів його в Севастополь, а 19.03.1916 р. пошкодив пароплав «Dubrovnik».
16.12.1917 р. увійшов до складу Червоного Чорноморського Флоту, але 01.05.1918 р. захоплений в Севастополі німецькими окупантами, а 24.11.1918 р. — англо-французькими інтервентами. З 03.05.1919 р. входив до складу морських сил Півдня Росії Добровольчої білої армії.
14.11.1920 р. відведена врангелівцями при евакуації з Севастополя до Стамбула, а 29.12.1920 р. була інтернована французькою владою в Бізерту (Туніс).
29.10.1924 р. визнана урядом Франції власністю СРСР, але через складну міжнародну ситуацію повернена не була, і наприкінці 1920-х рр. продана «Рудметалторгу» приватній фірмі Франції для оброблення на метал.

## Командири підводного човна «Тюлень»
| 1.  | Бачманов П. С. (1914—26.09.1915);                                                             |
| 2.  | Китіцин М. А. (26.09.1915—осінь 1917);                                                        |
| 3.  | Камлюхін А. И. (1915);                                                                        |
| 4.  | Марков 2-й М. В. (1915);                                                                      |
| 5.  | Краузе Г. М. (1917);                                                                          |
| 6.  | Крафт 2-й М. Е. (командир — 1917, помічник командира — 19.08.1919—02.07.1920);                |
| 7.  | Погорецький В. В. (18/20.02.1919—19.05.1919—1919);                                            |
| 8.  | Копьйов М. В. (врід (тимчасова посада) — 14/18.02.1919—19.08.1919, командир 02.07.1920—1920); |
| 9.  | Оффенберг С. В. (1920);                                                                       |
| 10. | Афанасьїв П. Л. (10.1921—07.1922).                                                            |